# Coppa del mondo di ciclocross 2010-2011
La Coppa del mondo di ciclocross 2010-2011, diciottesima edizione della competizione, si svolse tra il 17 ottobre 2010 ed il 23 gennaio 2011.
I titoli élite andarono a Niels Albert e Sanne van Paassen, il titolo under-23 fu vinto da Lars van der Haar mentre quello junior da Laurens Sweeck.

## Uomini élite

### Risultati
| # | Data        | Città          | Evento                         | Vincitore     | Leader della Cl. mondiale |
| - | ----------- | -------------- | ------------------------------ | ------------- | ------------------------- |
| 1 | 17 ottobre  | Aigle          | Cyclophile Aigle               | Zdeněk Štybar | Zdeněk Štybar             |
| 2 | 24 ottobre  | Plzeň          | Cyklokros Plzeň                | Zdeněk Štybar | Zdeněk Štybar             |
| 3 | 27 novembre | Koksijde       | Duinencross                    | Niels Albert  | Niels Albert              |
| 4 | 5 dicembre  | Igorre         | Ziklokross Igorre              | Niels Albert  | Niels Albert              |
| 5 | 19 dicembre | Kalmthout      | Vlaamse Industrieprijs Bosduin | Tom Meeusen   | Niels Albert              |
| 6 | 26 dicembre | Heusden-Zolder | Grote Prijs Eric De Vlaeminck  | Lars Boom     | Niels Albert              |
| 7 | 16 gennaio  | Pontchâteau    | Cyclo-Cross Pont-Château       | Kevin Pauwels | Niels Albert              |
| 8 | 23 gennaio  | Hoogerheide    | Grote Prijs Adrie van der Poel | Niels Albert  | Niels Albert              |

### Classifica generale
| Pos. | Corridore             | Punti |
| ---- | --------------------- | ----- |
| 1    | Niels Albert          | 570   |
| 2    | Kevin Pauwels         | 499   |
| 3    | Sven Nys              | 484   |
| 4    | Bart Aernouts         | 392   |
| 5    | Francis Mourey        | 369   |
| 6    | Klaas Vantornout      | 357   |
| 7    | Gerben de Knegt       | 341   |
| 8    | Philipp Walsleben     | 330   |
| 9    | Dieter Vanthourenhout | 299   |
| 10   | Bart Wellens          | 294   |

## Donne élite

### Risultati
| # | Data        | Città          | Evento                         | Vincitrice        | Leader della Cl. mondiale |
| - | ----------- | -------------- | ------------------------------ | ----------------- | ------------------------- |
| 1 | 17 ottobre  | Aigle          | Cyclophile Aigle               | Katherine Compton | Katherine Compton         |
| 2 | 24 ottobre  | Plzeň          | Cyklokros Plzeň                | Sanne van Paassen | Sanne van Paassen         |
| 3 | 27 novembre | Koksijde       | Duinencross                    | Katherine Compton | Daphny van den Brand      |
| 4 | 19 dicembre | Kalmthout      | Vlaamse Industrieprijs Bosduin | Katherine Compton | Katherine Compton         |
| 5 | 26 dicembre | Heusden-Zolder | Grote Prijs Eric De Vlaeminck  | Katherine Compton | Katherine Compton         |
| 6 | 16 gennaio  | Pontchâteau    | Cyclo-Cross Pont-Château       | Marianne Vos      | Sanne van Paassen         |
| 7 | 23 gennaio  | Hoogerheide    | Grote Prijs Adrie van der Poel | Katherine Compton | Sanne van Paassen         |

### Classifica generale
| Pos. | Corridore                | Punti |
| ---- | ------------------------ | ----- |
| 1    | Sanne van Paassen        | 310   |
| 2    | Katherine Compton        | 300   |
| 3    | Marianne Vos             | 205   |
| 4    | Sanne Cant               | 203   |
| 5    | Hanka Kupfernagel        | 198   |
| 6    | Daphny van den Brand     | 190   |
| 7    | Christel Ferrier-Bruneau | 187   |
| 8    | Pavla Havlikova          | 187   |
| 9    | Katerina Nash            | 170   |
| 10   | Helen Wyman              | 166   |

## Uomini Under-23

### Risultati
| # | Data        | Città          | Evento                         | Vincitore         | Leader della Cl. mondiale |
| - | ----------- | -------------- | ------------------------------ | ----------------- | ------------------------- |
| 1 | 27 novembre | Koksijde       | Duinencross                    | Vincent Baestaens | Vincent Baestaens         |
| 2 | 19 dicembre | Kalmthout      | Vlaamse Industrieprijs Bosduin | Vincent Baestaens | Vincent Baestaens         |
| 3 | 26 dicembre | Heusden-Zolder | Grote Prijs Eric De Vlaeminck  | Wietse Bosmans    | Vincent Baestaens         |
| 4 | 16 gennaio  | Pontchâteau    | Cyclo-Cross Pont-Château       | Matthieu Boulo    | Vincent Baestaens         |
| 5 | 23 gennaio  | Hoogerheide    | Grote Prijs Adrie van der Poel | Matthieu Boulo    | Lars van der Haar         |

### Classifica generale
| Pos. | Corridore         | Punti |
| ---- | ----------------- | ----- |
| 1    | Lars van der Haar | 220   |
| 2    | Matthieu Boulo    | 219   |
| 3    | Wietse Bosmans    | 186   |
| 4    | Vincent Baestaens | 183   |
| 5    | Joeri Adams       | 166   |
| 6    | Jim Aernouts      | 139   |
| 7    | Elia Silvestri    | 121   |
| 8    | Tijmen Eising     | 112   |
| 9    | Vinnie Braet      | 110   |
| 10   | Micki Van Empel   | 81    |

## Uomini juniors

### Risultati
| # | Data        | Città          | Evento                         | Vincitore         | Leader della Cl. mondiale |
| - | ----------- | -------------- | ------------------------------ | ----------------- | ------------------------- |
| 1 | 27 novembre | Koksijde       | Duinencross                    | Laurens Sweeck    | Laurens Sweeck            |
| 2 | 19 dicembre | Kalmthout      | Vlaamse Industrieprijs Bosduin | Laurens Sweeck    | Laurens Sweeck            |
| 3 | 26 dicembre | Heusden-Zolder | Grote Prijs Eric De Vlaeminck  | Lars Forster      | Laurens Sweeck            |
| 4 | 16 gennaio  | Pontchâteau    | Cyclo-Cross Pont-Château       | Clément Venturini | Laurens Sweeck            |
| 5 | 23 gennaio  | Hoogerheide    | Grote Prijs Adrie van der Poel | Laurens Sweeck    | Laurens Sweeck            |

### Classifica generale
| Pos. | Corridore         | Punti |
| ---- | ----------------- | ----- |
| 1    | Laurens Sweeck    | 237   |
| 2    | Daniel Peeters    | 160   |
| 3    | Lars Forster      | 158   |
| 4    | Clément Venturini | 157   |
| 5    | Quentin Jauregui  | 130   |
| 6    | Fabien Doubey     | 129   |
| 7    | Danny van Poppel  | 120   |
| 8    | Kévin Bouvard     | 119   |
| 9    | Vojtech Nipl      | 118   |
| 10   | Diether Sweeck    | 118   |